# Tipula (Triplicitipula) justa
Tipula (Triplicitipula) justa is een tweevleugelige uit de familie langpootmuggen (Tipulidae). De soort komt voor in het Palearctisch gebied.